# Elefteria Arwanitaki
Elefteria Arwanitaki, gr. Ελευθερία Αρβανιτάκη (ur. 17 października 1958 w Pireusie) – grecka piosenkarka. Uczestniczyła w ceremonii zamknięcia Letnich Igrzysk Olimpijskich 2004.